# Dnéprovski
Dnéprovski (del ruso: Гео́ргиевское) es un jútor del raión de Guiaguínskaya en la república de Adiguesia de Rusia. Está situado 22 km al sureste de Guiaguínskayay 22 km al nordeste de Maikop, la capital de la república. Tenía 174 habitantes en 2010
Pertenece al municipio de Serguíyevskoye.